# Saba senegalensis
Saba senegalensis (A.DC.) Pichon, 1953 è una pianta fruttifera della famiglia delle Apocinacee, originaria della regione saheliana dell'Africa subsahariana.
In Lingua mandinka è detto nsaban o kaban; in francese liane saba (a sua volta derivato dal Pulaar laare) ; in wolof: màdd; in Costa d'Avorio: côcôta; in lingua more: weda; nel bacino del Congo: malombo o makalakonki.

## Descrizione
Può avere diversi portamenti: è stata osservata appoggiarsi a alberi di taglia maggiore come una pianta rampicante, ma anche come un piccolo arbusto e perfino in dimensioni di grande albero.

### Frutto
Il frutto ha una scorza esterna gialla e dura. Il frutto è riempito internamente da baccelli di semi che possono essere succhiati, similmente a quello che si può fare con il tamarindo. Il sapore è descritto come frizzante e aspro, come quello del mango o del limone. Nei paesi saheliani si usa frequentemente per produrre un succo (màdd in Senegal).
La stagione di raccolta, in Africa occidentale, è quella delle piogge, da maggio a ottobre. In Africa orientale, si trova una specie simile, Saba comorensis.

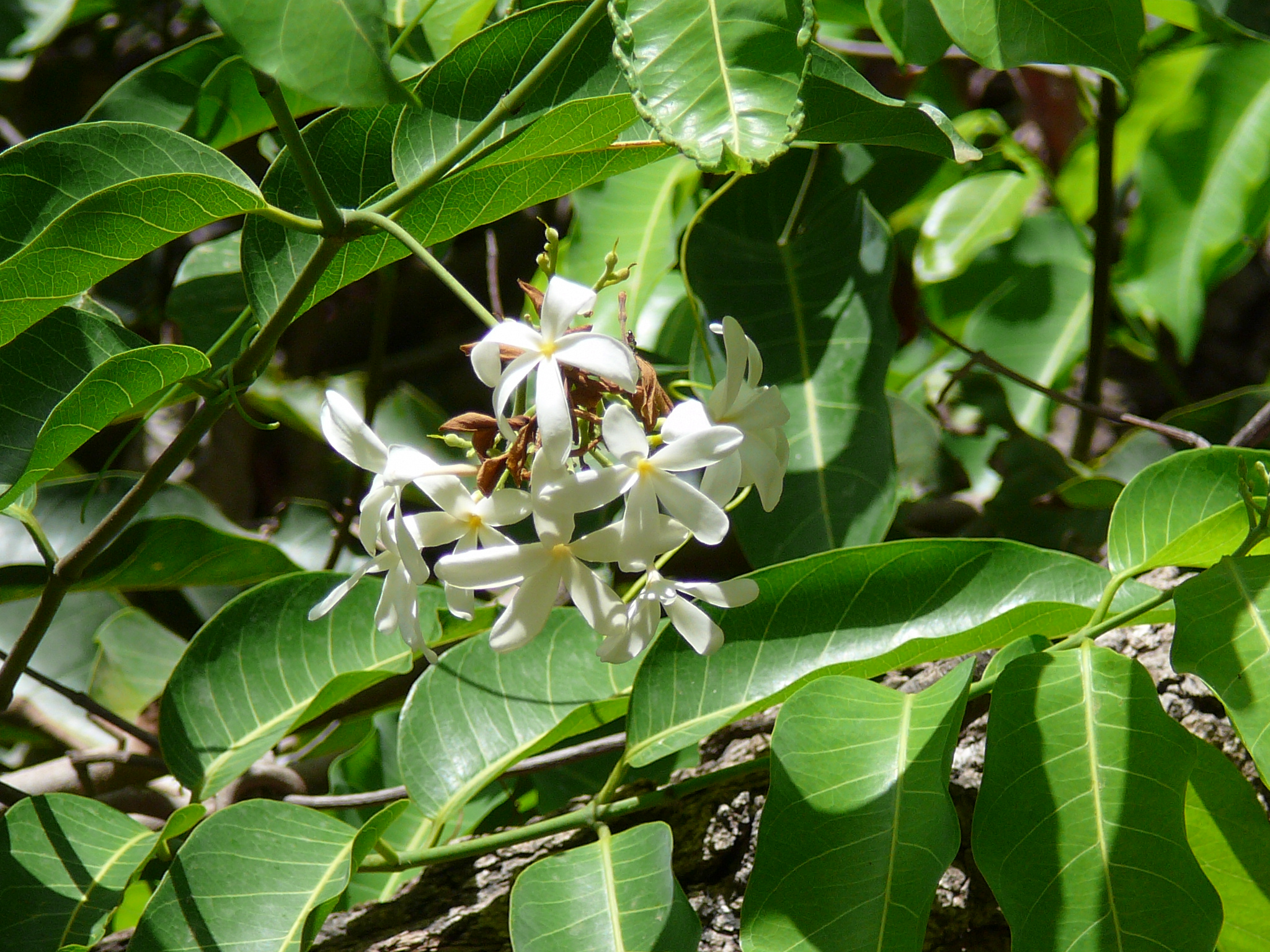
Fiori
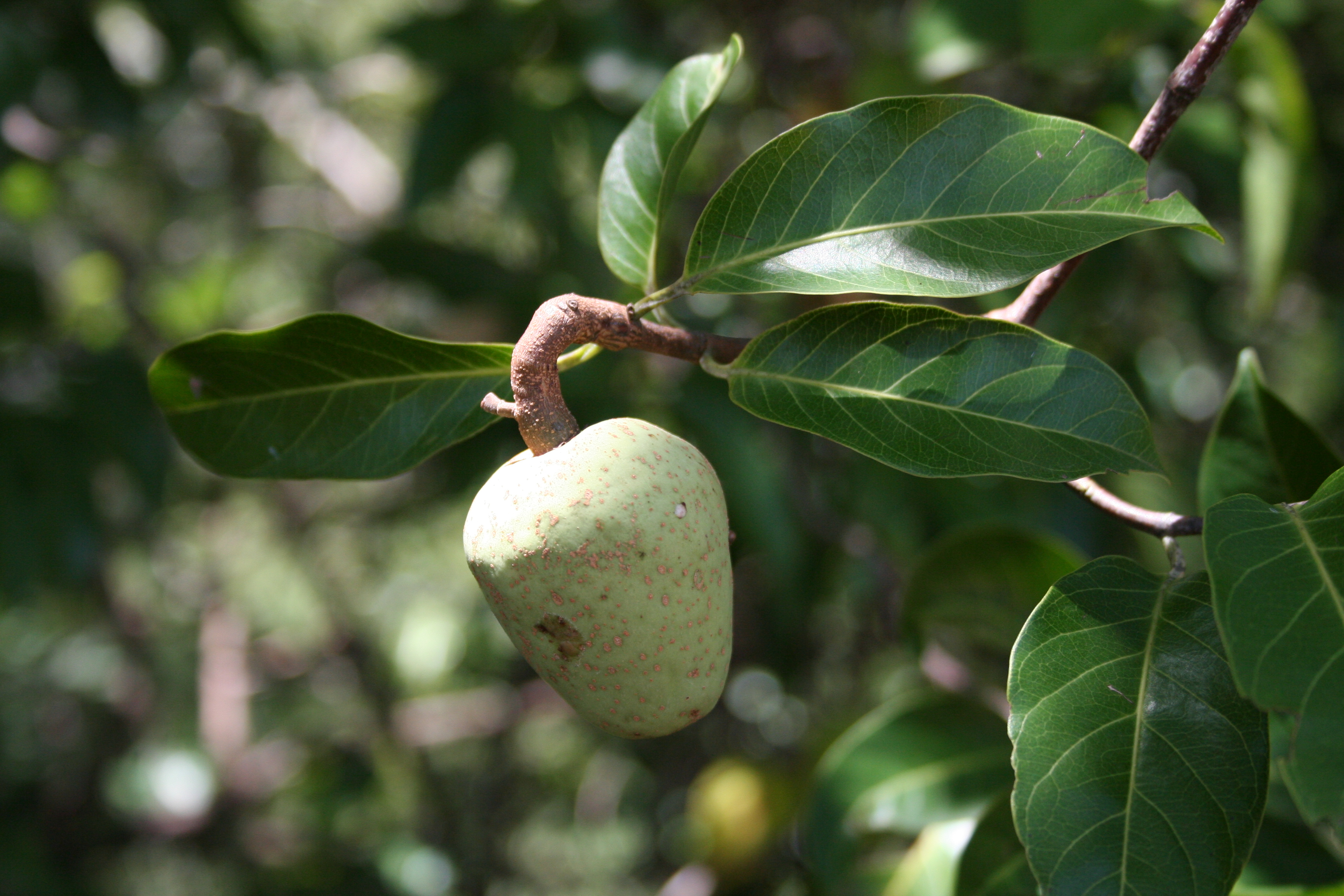
Frutto in formazione
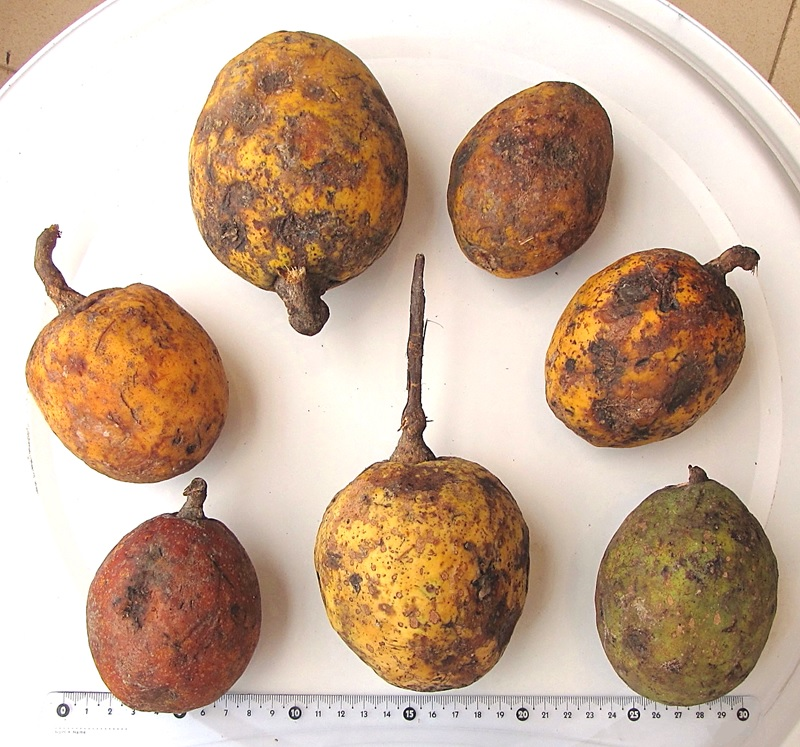
Frutti
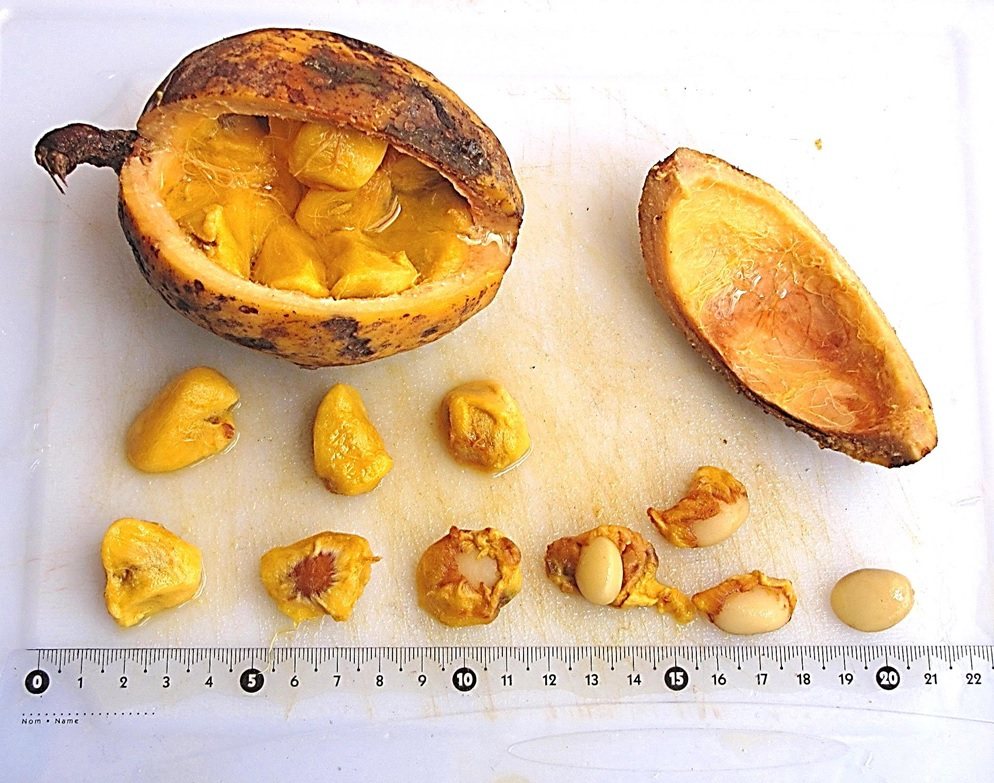
Frutti e polpa

## Distribuzione e habitat
L'albero cresce principalmente lungo le sponde e nelle boscaglie di Benin, Burkina Faso, Costa d'Avorio, Gambia, Ghana, Guinea, Guinea Bissau, Mali, Mauritania, Repubblica Centrafricana e Senegal.

## Coltivazione
L'ICRISAT ha citato S. senegalensis come una pianta coltivabile interessante per l'alimentazione e nelle pratiche di prevenzione della degradazione del suolo nell'Africa rurale.

## Propagazione
Saba senegalensis è propagata molto facilmente per seme. I semi sono ammollati in acqua tiepida per 24 ore, i seguito si pongono a dimora su una lettiera sabbiosa, avendo cura di non irrigare eccessivamente. La germinazione avviene in 2-4 settimane. In alternativa, se si può intervenire su un esemplare vivo, si può ricorrere alla propagazione germinativa. Si tagliano rametti di 15-30 centimetri e si interrano direttamente. La fruttificazione delle giovani piante inizia entro il 2-5 anno dall'impianto.